# Glaucestrilda
Glaucestrilda is een geslacht van zangvogels uit de familie prachtvinken (Estrildidae). De drie soorten:
- Glaucestrilda caerulescens  – Lavendelastrild
- Glaucestrilda perreini  – Zwartstaartastrild
- Glaucestrilda thomensis  – Cinderella-astrild